# SMS Schleswig-Holstein
SMS Schleswig-Holstein là một thiết giáp hạm của Đế quốc Đức, một trong số năm chiếc thuộc lớp thiết giáp hạm Deutschland được chế tạo cho Hải quân Đế quốc Đức từ năm 1903 đến năm 1906, và là chiếc thiết giáp hạm tiền-dreadnought cuối cùng của Đức. Con tàu được đặt lườn tại xưởng tàu Germaniawerft ở Kiel vào tháng 8 năm 1905, và được đưa vào hoạt động cùng hạm đội gần ba năm sau đó, tháng 7 năm 1908. Những chiếc trong lớp của nó đã tỏ ra lạc hậu ngay từ lúc đưa vào hoạt động, kém hơn về kích cỡ, vỏ giáp, hỏa lực và tốc độ so với thế hệ thiết giáp hạm "toàn-súng-lớn" ra đời sau chiếc HMSDreadnought của Anh Quốc.
Schleswig-Holstein đã chiến đấu trong cả hai cuộc thế chiến. Trong Chiến tranh Thế giới thứ nhất, nó đã hoạt động tại tuyến đầu cùng với Hải đội Thiết giáp II thuộc Hạm đội Biển khơi Đức, lên đến đỉnh điểm trong trận Jutland vào ngày 31 tháng 5-1 tháng 6 năm 1916. Sau trận đánh, Schleswig-Holstein được rút về đảm trách vai trò canh phòng tại cửa sông Elbe trước khi xuất biên chế vào cuối năm 1917. Là một trong số ít thiết giáp hạm được phép giữ lại theo những điều khoản của Hiệp ước Versailles, Schleswig-Holstein lại được đưa vào hoạt động cùng Hải quân Đế chế Đức mới được cải tổ vào những năm 1920. Đến đầu những năm 1930, chiếc thiết giáp hạm cũ được cải biến thành một tàu huấn luyện cho học viên sĩ quan.
Schleswig-Holstein đóng vai trò nổi bật khi nó bắn những phát đạn pháo đầu tiên mở màn Chiến tranh Thế giới thứ hai để tấn công pháo đài của Ba Lan tại Westerplatte vào sáng sớm ngày 1 tháng 9 năm 1939. Sau đó, trong hầu hết thời gian còn lại của chiến tranh, nó được sử dụng như một tàu huấn luyện, và đã bị máy bay ném bom Anh đánh chìm vào tháng 12 năm 1944. Được cho nổi trở lại sau chiến tranh, Schleswig-Holstein được Hải quân Xô Viết sử dụng một thời gian ngắn trước khi tháo dỡ. Chiếc chuông của con tàu hiện đang được trưng bày tại Bảo tàng Lịch sử Quân sự Liên bang ở Dresden.

## Thiết kế và chế tạo
Schleswig-Holstein được dự định để hoạt động trong hàng chiến trận Đức cùng với các thiết giáp hạm khác của Hạm đội Biển khơi Đức. Nó được đặt lườn vào ngày 18 tháng 8 năm 1905 tại xưởng tàu Germaniawerft ở Kiel, và được hạ thủy vào ngày 17 tháng 12 năm 1906, là chiếc thiết giáp hạm tiền-dreadnought cuối cùng của Hải quân Đức. Tuy nhiên, chiếc thiết giáp hạm mới của Anh Quốc HMS Dreadnought, trang bị mười khẩu pháo 12 in (300 mm), được đưa ra hoạt động gần hai năm trước đó, vào tháng 12 năm 1906. Với một thiết kế mang tính cách mạng, Dreadnought đã khiến cho mọi tàu chiến chủ lực của Hải quân Đức trở thành lạc hậu, kể cả chiếc Schleswig-Holstein.
Schleswig-Holstein dài 127,6 m (418 ft 8 in), mạn thuyền rộng 22,2 m (72 ft 10 in) và độ sâu của mớn nước là 8,21 m (26 ft 11 in). Nó có trọng lượng choán nước 14.218 tấn (13.993 tấn Anh) khi đầy tải, và được trang bị động cơ ba buồng bành trướng đặt dọc đốt than với công suất 16.000 mã lực chỉ (11.931 kW), cho phép đạt được tốc độ tối đa 19,1 kn (35,4 km/h; 22,0 mph). Ngoài việc là chiếc nhanh nhất trong lớp của nó, Schleswig-Holstein cũng là chiếc có hiệu suất nhiên liệu đứng thứ hai; với tốc độ đường trường 10 kn (19 km/h; 12 mph) và trữ lượng nhiên liệu 1.540 tấn (1.520 tấn Anh; 1.700 tấn Mỹ) than, nó có thể di chuyển được 5.720 hải lý (10.590 km; 6.580 mi).
Dàn pháo chính của Schleswig-Holstein bao gồm bốn khẩu pháo 28 cm (11 in) SK L/40 bắn nhanh bố trí trên hai tháp pháo nòng đôi, một phía trước và một phía sau của cấu trúc thượng tầng. Nó cũng được trang bị mười bốn khẩu pháo hạng hai 17 cm (6,7 in) gắn trên các tháp pháo ụ, 20 khẩu pháo 8,8 cm (3,5 in) bắn nhanh điều khiển bằng tay trên các bệ nòng đơn, cùng sáu ống phóng ngư lôi 45 cm (17,72 in) ngầm dưới lườn tàu.

## Lịch sử hoạt động

### Trước chiến tranh
Sau khi hoàn tất, Schleswig-Holstein được đưa ra hoạt động để chạy thử máy vào ngày 6 tháng 7 năm 1908. Thủy thủ đoàn của nó hầu hết đến từ con tàu chị em Schlesien. Vào ngày 21 tháng 9, nó được điều về Hải đội Thiết giáp II thuộc Hạm đội Biển khơi Đức, chung với các con tàu chị em. Đến tháng 11, các cuộc thực tập của hạm đội và đơn vị được tiến hành tại khu vực biển Baltic. Chương trình huấn luyện mà Schleswig-Holstein tham gia tiếp nối theo một lịch trình tương tự trong năm năm tiếp theo. Nó bao gồm một chuyến đi đến Đại Tây Dương được thực hiện từ ngày 7 tháng 7 đến ngày 1 tháng 8 năm 1909. Các cuộc cơ động hạm đội được tiến hành trong mùa Xuân, tiếp nối bằng chuyến đi mùa Hè đến Na Uy và thêm các lượt huấn luyện khác trong mùa Thu. Vào ngày 3 tháng 10 năm 1911, con tàu được chuyển trở lại Hải đội thiết giáp II. Do vụ Khủng hoảng Agadir xảy ra vào tháng 7 năm 1912, chuyến đi mùa Hè chỉ thực hiện đến khu vực Baltic. Vào ngày 14 tháng 7 năm 1914, chuyến đi hàng năm đến Na Uy bắt đầu, nhưng do nguy cơ chiến tranh nổ ra tại Châu Âu, chuyến đi bị rút ngắn; và trong vòng hai tuần Schleswig-Holstein cùng phần còn lại của Hải đội II quay trở về Wilhelmshaven.

### Chiến tranh Thế giới thứ nhất
Sau khi Chiến tranh Thế giới thứ nhất nổ ra vào tháng 7 năm 1914, Schleswig-Holstein được giao nhiệm vụ canh gác tại khu vực cửa sông Elbe, vào giai đoạn mà phần còn lại của hạm đội còn đang được huy động. Vào cuối tháng 10, Schleswig-Holstein và các tàu chị em được gửi đến Kiel để tiến hành các cải biến cho hệ thống bảo vệ dưới nước nhằm chống đỡ thủy lôi và ngư lôi tốt hơn. Sau đó Schleswig-Holstein và các đơn vị khác của Hải đội Thiết giáp II tái gia nhập hạm đội. Chúng hình thành nên một phần của lực lượng thiết giáp hạm hỗ trợ cho các tàu chiến-tuần dương tiến hành bắn phá Scarborough, Hartlepool và Whitby vào các ngày 15-16 tháng 12 năm 1914. Trong chiến dịch này, hạm đội chiến trận Đức với 12 thiết giáp hạm dreadnought và tám chiếc tiền-dreadnought đã tiếp cận ở khoảng cách 10 nmi (19 km; 12 mi) với một hải đội biệt lập Anh chỉ bao gồm sáu thiết giáp hạm. Tuy nhiên, các cuộc đụng độ lẻ tẻ giữa hai lực lượng tàu khu trục hộ tống đối địch đã khiến cho vị Tư lệnh hạm đội Đức, Đô đốc Friedrich von Ingenohl, tin rằng ông đang đối đầu với toàn bộ Hạm đội Grand, nên ông rút lui khỏi trận chiến và quay trở về nhà. Vào tháng 4 năm 1916, con tàu được tháo dỡ hai khẩu pháo 8,8 cm thay thế bằng pháo phòng không 8,8 cm.
Schleswig-Holstein sau đó tham gia vào một cuộc đột phá của hạm đội tại Dogger Bank vào ngày 21-22 tháng 4 năm 1915. Đến ngày 11-12 tháng 9, Hải đội Trinh sát II tiến hành một đợt rải mìn khác ngoài khơi Swarte Bank có Hải đội Thiết giáp II trong thành phần hỗ trợ. Nó được tiếp nối bằng một đợt càn quét của hạm đội không mang lại kết quả vào ngày 23-24 tháng 10. Trong đợt tiến quân của Hải đội II và III vào Bắc Hải trong các ngày 5-7 tháng 3 năm 1916, Schleswig-Holstein và phần còn lại của Hải đội II ở lại German Bight, sẵn sàng lên đường hỗ trợ.
Sau đó chúng tham gia cùng các thiết giáp hạm dreadnought của Hạm đội Biển khơi để hỗ trợ các tàu chiến-tuần dương thuộc Hải đội Tuần tiễu I cho một cuộc bắn phá bờ biển Anh Quốc vào ngày 24-25 tháng 4 năm 1916. Trên đường đi đến mục tiêu, tàu chiến-tuần dương SMS Seydlitz bị hư hại bởi một quả thủy lôi, nên được cho tách ra để quay trở về nhà trong khi chiến dịch vẫn tiếp tục. Lực lượng tàu chiến-tuần dương tiến hành cuộc bắn phá Yarmouth và Lowestoft một cách ngắn ngũi. Do tầm nhìn kém, chiến dịch nhanh chóng bị triệu hồi trước khi hạm đội Anh có thể can thiệp.

#### Trận Jutland
Đô đốc Reinhard Scheer, Tư lệnh hạm đội Đức, lập tức vạch kế hoạch cho một chiến dịch khác ra Bắc Hải, nhưng việc Seydlitz bị hư hại đã trì hoãn chiến dịch cho đến cuối tháng 5. Schleswig-Holstein là chiếc cuối cùng của Đội IV thuộc Hải đội Thiết giáp II, được bố trí ở phía cuối cùng của hàng chiến trận Đức. Lúc này hải đội được đặt dưới quyền chỉ huy của Chuẩn Đô đốc Franz Mauve. Trong đợt "Tiến ra Bắc Hải", Đô đốc Scheer ra lệnh cho hạm đội truy đuổi hết tốc độ các thiết giáp hạm của Hải đội Thiết giáp V Anh Quốc đang rút lui. Schleswig-Holstein và các tàu chị em chậm hơn đáng kể so với những chiếc dreadnought và nhanh chóng bị tụt lại phía sau. Vào lúc này, Đô đốc Scheer chỉ đạo cho Hannover chiếm lấy vị trí phía sau của Schleswig-Holstein, để ông có được một soái hạm ở mỗi đầu của đội hình. Đến 19 giờ 30 phút, Hạm đội Grand xuất hiện và đối đầu với lực lượng của Đô đốc Scheer với một ưu thế áp đảo. Tình thế của hạm đội Đức bị ảnh hưởng nặng bởi sự hiện diện của những chiếc trong lớp Deutschland chậm chạp; nếu Scheer ra lệnh quay trở về Đức ngay lập tức, có thể ông sẽ phải hy sinh những con tàu chậm hơn để có thể rút lui thành công.
Đô đốc Scheer quyết định quay ngược hướng đi của hạm đội bằng một cú "đổi hướng chiến trận" (Gefechtskehrtwendung), một cách cơ động đòi hỏi mọi đơn vị trong hàng chiến trận Đức phải quay mũi 180 °Cùng một lúc. Do hậu quả của việc bị tụt lại phía sau, những chiếc trong Hải đội Thiết giáp II không thể đi theo hướng đi mới sau khi đổi hướng. Vì vậy, Schleswig-Holstein và năm chiếc khác của hải đội ở bên phía rút lui của hàng chiến trận Đức. Đô đốc Mauve dự định di chuyển các con tàu của ông về phía cuối hàng chiến trận, phía sau những chiếc dreadnought của Hải đội Thiết giáp III, nhưng đã không thực hiện khi ông nhận ra việc di chuyển như vật sẽ ảnh hưởng đến sự cơ động các tàu chiến-tuần dương của Đô đốc Franz von Hipper. Thay vào đó, ông tìm cách đặt các con tàu của mình phía đầu hàng tàu chiến.
Sau đó trong ngày thứ nhất của trận chiến, các tàu chiến-tuần dương đã bị hư hại thuộc Hải đội Tuần tiễu I của Đô đốc Hipper phải chịu đựng áp lực nặng nề do bị các đối thủ Anh truy đuổi. Schleswig-Holstein và các con tàu mang biệt danh "tàu-năm-phút" đã đến để trợ giúp, đi vào giữa hai hải đội tàu chiến-tuần dương đang đối đầu. Tầm nhìn kém khiến cho cuộc đụng độ sau đó diễn ra ngắn ngủi. Các xạ thủ trên Schleswig-Holstein đã không ngắm được mục tiêu nào trong bóng tối, nên nó đã không bắn phát đạn pháo nào. Tuy nhiên, lúc 21 giờ 35 phút một quả đạn pháo hạng nặng đã bắn trúng Schleswig-Holstein bên mạn trái. Phát đạn pháo đục thủng một lỗ rộng khoảng 40 cm (16 in) bên mạn tàu trước khi phát nổ cạnh vỏ giáp trong ụ tháp pháo. Vụ nổ đã xé toang 4,5 m (15 ft) sàn cấu trúc thượng tầng và loại khỏi vòng chiến một tháp pháo ụ bên mạn trái. Đô đốc Mauve quyết định không nên đối đầu với một lực lượng tàu chiến-tuần dương mạnh hơn nhiều, nên ra lệnh chuyển hướng 90° sang mạn phải.
Cuối ngày hôm đó, hạm đội chuẩn bị cho chuyến đi đêm quay trở về Đức; Schleswig-Holstein được xếp phía về sau của hàng chiến trận Đức, đứng trước Hessen, Hannover cùng các tàu chiến-tuần dương Von der Tann và Derfflinger. Vào khoảng 03 giờ 00, các tàu khu trục Anh tổ chức một loạt các cuộc tấn công vào hạm đội, một số đã nhắm vào Schleswig-Holstein. Không lâu sau đó, Pommern bị đánh trúng ít nhất một quả ngư lôi từ tàu khu trục Anh HMS Onslaught; phát đánh trúng đã kích nổ một hầm đạn, và phá hủy con tàu với một vụ nổ dữ dội. Trong đợt tấn công này, Schleswig-Holstein bị buộc phải đổi hướng nhằm né tránh ngư lôi. Vào khoảng 05 giờ 00, Hannover và nhiều tàu chiến khác đã liên tục bắn vào những tàu ngầm tưởng tượng.
Bất chấp như thế, Hạm đội Biển khơi băng xuyên qua lực lượng khu trục Anh và đến được Horns Reef lúc 04 giờ 00 ngày 1 tháng 6. Hạm đội Đức về đến Wilhelmshaven vài giờ sau đó, nơi những chiếc dreadnought không bị hư hại thuộc các lớp Nassau và Helgoland chiếm lấy các vị trí phòng ngự. Trong suốt quá trình trận đánh, Schleswig-Holstein chỉ bắn ra 20 phát đạn pháo 17 cm; nó chịu tổn thất ba người thiệt mạng và chín người khác bị thương.

#### Các hoạt động sau đó
Schleswig-Holstein được đưa vào ụ tàu để sửa chữa, công việc kéo dài từ ngày 10 đến ngày 25 tháng 6 năm 1916. Sau khi việc sửa chữa hoàn tất, con tàu được sử dụng như một tàu mục tiêu cho các tàu ngầm U-boat; nhiệm vụ này bị gián đoạn một quãng ngắn từ ngày 12 đến ngày 23 tháng 2 năm 1917 khi no được sử dụng như một tàu canh phòng. Vào tháng 4, Schleswig-Holstein được gửi đến Altenbruch tại khu vực cửa sông Elbe; nơi nó được cho xuất biên chế vào ngày 2 tháng 5. Sau đó Schleswig-Holstein được giải giới và được phân về Chi hạm đội U-boat 5 để được sử dụng như một tàu trại binh ở Bremerhaven. Đến năm 1918 con tàu được chuyển đến Kiel, nơi nó ở lại cho đến hết chiến tranh.

### Những năm giữa hai cuộc thế chiến
Sau khi Đức thua trận trong Thế Chiến I, Hải quân Đức được tái tổ chức thành Hải quân Cộng hòa Đức, vốn được phép giữ lại tám thiết giáp hạm tiền-dreadnought, trong đó hai chiếc được giữ trong thành phần dự bị, cho nhiệm vụ phòng thủ duyên hải. Schleswig-Holstein nằm trong số tàu chiến được giữ lại cùng với các tàu chị em cùng lớp Hannover và Schlesien cùng nhiều chiếc lớp Braunschweig. Schleswig-Holstein và Schlesien được hiện đại hóa trong những năm 1920, bao gồm việc thay thế các khẩu pháo 17 cm bằng kiểu 15 xentimét (5,9 in) và sáp nhập hai ống khói phía trước thành một.
Schleswig-Holstein phục vụ trong hạm đội cho đến năm 1932, khi nó được rút ra cho một đợt tái cấu trúc khác cải biến nó thành một tàu huấn luyện. Các cải biến bao gồm việc bổ sung súng phòng không và thay thế các nồi hơi của con tàu. Nồi hơi mới có hiệu suất tốt hơn, cho phép giảm bớt số lượng, chỗ trống dôi ra được dùng cho chỗ nghỉ ngơi của học viên và một lớp học. Ống phóng ngư lôi của Schleswig-Holstein cũng được tháo dỡ. Thành phần thủy thủ đoàn cũng thay đổi; thủy thủ đoàn tiêu chuẩn trước đây bao gồm 35 sĩ quan và 708 thủy thủ; sau cải biến, nó giảm còn 31 sĩ quan và 565 thủy thủ, nhưng được bổ túc thêm 175 học viên. Vào tháng 5 năm 1935, Hải quân Đức lại được tái tổ chức thành Hải quân Đức Quốc xã sau khi Adolf Hitler và đảng Quốc xã lên nắm quyền.
Vào giữa những năm 1930, Hitler bắt đầu theo đuổi một chính sách ngoại giao xâm lấn ngày càng leo thang; tái vũ trang Rhineland vào năm 1935, hoàn tất việc sáp nhập nước Áo, rồi xâm chiếm Tiệp Khắc vào năm 1938. Tình hình lên đến đỉnh điểm với việc tranh chấp Danzig, vốn trở thành một thành phố tự do sau Thế Chiến I.

### Chiến tranh Thế giới thứ hai

Bản đồ Westerplatte có đánh dấu vị trí của Schleswig-Holstein

Ngày 1 tháng 9 năm 1939, Đức đã tấn công Ba Lan mở màn Chiến tranh Thế giới thứ hai. Schleswig-Holstein lúc đó đang ở tại cảng Danzig sau một chuyến đi mang tính nghi thức vào tháng 8. Con tàu đã neo đậu gần pháo đài của Ba Lan tại Westerplatte, và đến 04 giờ 47 phút, Schleswig-Holstein đã khai hỏa dàn pháo chính của mình vào các vị trí của Ba Lan tại Westerplatte, và như vậy đã bắn những phát súng đầu tiên của Thế Chiến II. Một lực lượng thủy binh Đức được cho đổ bộ để chiếm pháo đài. Lực lượng Ba Lan đã tìm cách cầm cự giữ chân quân Đức trong bảy ngày, nhưng cuối cùng buộc phải đầu hàng lúc 10 giờ 30 phút ngày 8 tháng 9.
Giới quân sự Đức sau đó chuyển sự chú ý lên phía Bắc, và đến tháng 4 năm 1940 đã tấn công Đan Mạch. Schleswig-Holstein nằm trong thành phần hải quân của lực lượng tấn công, và trong quá trình tác chiến đã bị mắc cạn một thời gian ngoài khơi bờ biển Đan Mạch. Sau chiến dịch, Schleswig-Holstein được chuyển trở lại vai trò huấn luyện như là soái hạm của Tư lệnh Đơn vị Huấn luyện. Nó tiếp tục vai trò này cho đến giữa năm 1944, khi dàn hỏa lực phòng không được tăng cường đáng kể. Con tàu được chuyển đến Gotenhafen để sử dụng như một tàu phòng không. Tuy nhiên, máy bay ném bom của Không quân Hoàng gia Anh đã đánh trúng Schleswig-Holstein ba lần vào ngày 18 tháng 12 năm 1944, và mặc dù nó bị chìm ở vùng nước nông, vũ khí của nó vẫn còn sử dụng được. Sau một đám cháy làm vô hiệu hóa con tàu, thủy thủ của nó được gửi lên bờ trợ giúp vào việc phòng thủ Marienburg.
Sau khi quân Xô Viết chiếm được Marienburg, thủy thủ đoàn còn lại đã đánh đắm con tàu. Sau chiến tranh, nó được Hải quân Liên Xô cho nổi trở lại vào năm 1945-1946 và được chuyển đến Kronstadt. Tại đây trong một giai đoạn ngắn nó được sử dụng như một tàu trại binh huấn luyện, có thể dưới cái tên Borodino; rồi cuối cùng bị tháo dỡ tại Tallinn. Chiếc chuông của nó hiện đang được lưu giữ tại Bảo tàng Lịch sử Quân sự Liên bang ở Dresden.